# Acalypha alopecuroides
Acalypha alopecuroides é uma espécie de flor do gênero Acalypha, pertencente à família Euphorbiaceae.